# Hanna Lisowska
Hanna Lisowska (ur. 15 września 1939 w Warszawie) – polska śpiewaczka operowa, sopran.

## Życiorys
Ukończyła studia pedagogiczne na Uniwersytecie Warszawskim (1962) oraz studia w klasie śpiewu Wiktora Brégy’ego i Zofii Fedyczkowskiej w Państwowej Wyższej Szkole Muzycznej (1969). Jeszcze podczas studiów otrzymała angaż do zespołu Teatru Wielkiego, gdzie zadebiutowała w 1967 roku jako Tatiana w Eugeniuszu Onieginie Piotra Czajkowskiego. Kreowała role m.in. Micaëli w Carmen, Elwiry w Don Giovannim, Małgorzaty w Fauście, Chryzotemis w Elektrze, Elżbiety w Don Carlosie, Senty w Holendrze tułaczu, Elżbiety w Tannhäuserze, Lizy w Damie pikowej. 
Gościnnie występowała w Madrycie, Lizbonie, Sztokholmie, Wiesbaden, Sofii i Stambule. Wzięła udział w premierze Halki Stanisława Moniuszki w języku hiszpańskim w Meksyku. W latach 80. XX wieku występowała w Deutsche Oper am Rhein w Düsseldorfie i Staatsoper w Berlinie, w 1984 roku otrzymała tytuł Kammersängerin. Zdobyła światowy rozgłos rolą Leonory w Fideliu, którą kreowała ponad 200 razy, a także rolami wagnerowskimi. W 1992 roku wykonała partie Gudruny i Zyglindy podczas realizacji tetralogii Pierścień Nibelunga pod batutą Jamesa Levine’a na deskach nowojorskiej Metropolitan Opera. W 1993 roku na deskach Teatru Wielkiego w Warszawie kreowała rolę Kundry w Parsifalu.
Poza sceną operową wykonywała także repertuar oratoryjny i pieśniarski, występowała w programach radiowych i telewizyjnych. Jej mężem był dyrygent Antoni Wicherek.